# Johan Palmquist
Johan Palmquist (zm. 26 stycznia 1716) – szwedzki dyplomata i polityk.
W latach 1689–1703 był szwedzkim rezydentem w Holandii (Haga), gdzie jego sekretarzem był Dr. Joakim Fredrik Preis. W latach 1703–1714 był szwedzkim wysłannikiem (envoyé) w Paryżu. Od roku 1714 pełęił funkcję Kanclerza Dworu w Sztokholmie.
Jego bratem był generał Magnus Palmquist (zm. 1729).

## Literatura
- Schutte, Buitenlandse vertegenwoordigers.